# Albiez-le-Jeune
Albiez-le-Jeune é uma comuna francesa na região administrativa de Auvérnia-Ródano-Alpes, no departamento da Saboia. Estende-se por uma área de 12.45 km². Em 2010 a comuna tinha 149 habitantes (densidade: 1 hab./km²).